# Карл Стокдейл
Карл Стокдейл (англ. Carl Stockdale; також знаний як Карлтон Стокдейл (англ. Carlton Stockdale); нар. 19 лютого 1874 , Вортінґтон  — пом. 15 березня 1953 , Вудленд-Гіллз ) — американський актор, розпочав кар'єру на початку 1910-х років. Після початку епохи звукового кіно продовжував зніматися.
Уродженець Уортінгтон, штат Міннесота, він почав працювати в Голлівуді ще в 1913 році з невеликої ролі у фільмі Гілберта Андерсона «Broncho Billy's Last Deed». Продовжував зайнятий в 1940-х роках. Його останній фільм вийшов 1941 року.
Стокдейл був близьким другом Шарлотти Шелбі. Він показав на свідченнях в суді, що він був з місіс Шелбі, головною підозрюваною у вбивстві Вільяма Десмонда Тейлора, і тому вона не могла б убити його.

## Вибрана фільмографія
- 1915 — Банк / The Bank — касир
- 1919 — Жінка під прикриттям / The Woman Under Cover
- 1922 — Олівер Твіст / Oliver Twist — монах
- 1922 — Дикий мед / Wild Honey — Ліверпуль Блонді
- 1922 — Червона гаряча романтика / Red Hot Romance — генерал де Кастанет
- 1926 — Людина нагорі
- 1927 — До зустрічі у в'язниці
- 1929 — Китайський кордон / China Bound  - China Bound
- 1930 — / Hide-Out
- 1935 — Засуджений жити / Condemned to Live — Джон Мейн
- 1939 — Містер Сміт вирушає до Вашингтона / Mr. Smith Goes to Washington